# Hyalesthes diyala
Hyalesthes diyala är en insektsart som beskrevs av Hoch 1985. Hyalesthes diyala ingår i släktet Hyalesthes och familjen kilstritar. Inga underarter finns listade i Catalogue of Life.